# زاووت
زاووت، شهری در بخش چلو شهرستان اندیکا در استان خوزستان ایران است. این شهر، مرکز بخش چلو است.

## جمعیت
بر پایه سرشماری عمومی نفوس و مسکن در سال ۱۳۹۵، جمعیت شهر زاووت برابر با ۱٬۰۳۱ نفر (۲۰۱ خانوار) بوده است.